# 喜马拉雅盐

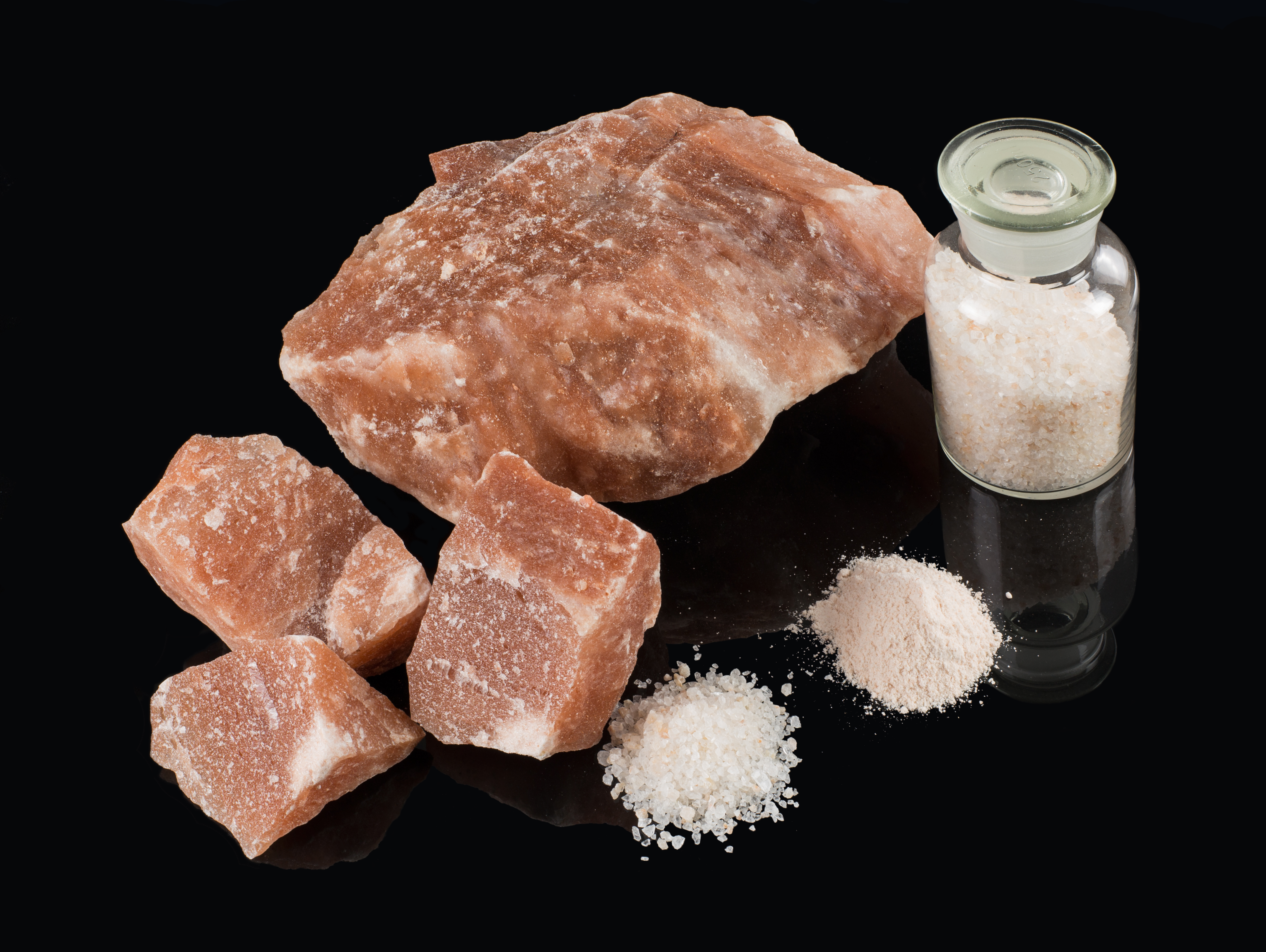
克乌拉盐矿的石盐

喜马拉雅盐，又名红盐、桃花盐、玫瑰盐，是一种产自巴基斯坦东部旁遮普省克乌拉盐矿的石盐。可食用，也可用於装饰用途。
没有科学证据能证明喜马拉雅盐相比普通食盐对人体有更多的好处，因此任何声称喜马拉雅盐对人体有特殊益处的说法应被视为市场营销或伪科学。
由于大量喜马拉雅盐被低价出口到印度再加工后售出，赚取大量利润，巴基斯坦在2024年通过措施为其正名为“巴基斯坦盐”，以促进产业链回流，提高国家收入。

## 矿物成分
喜马拉雅盐含有95-98%的氯化钠、2–4%杂卤石（含有钾、钙、镁、硫、氧、氢）、0.01%的氟化物。
喜马拉雅盐通常是白色至透明的颜色，而微量的铁杂质使它呈粉红色或红色，因此被商家命名为玫瑰盐。

## 用途
- 调味：喜马拉雅盐可在日常生活中代替普通食盐使用，大部分的產品都不添加碘。关于喜马拉雅山盐的摄入有很多说法，但是没有科学证据证明它比普通無碘食盐更有益于健康[1][2][9]。
- 烹饪：大块的盐也可以用于盐焗做法的菜。
- 喜马拉雅盐吸收空气中的水分，可用于牛肉熟成。
- 照明：采用一整块的大盐块掏空内部放入灯泡做成的盐灯可用于照明，没有科学证据证明盐灯除了照明、美觀及降低光線色溫功能之外有其他功效[3][4]。